# 친구와 연인사이
《친구와 연인사이》(No Strings Attached)는 2011년 공개된 미국의 로맨틱 코미디 영화이다. 아이번 라이트먼 감독이 연출하고, 폭스 시트콤 《뉴 걸》(2011-18)을 만든 엘리자베스 메리웨더가 각본을 맡았다. 내털리 포트먼과 애슈턴 쿠처가 연기하는 친구 사이 주인공들은 애정, 감정, 책임을 배제하는 캐주얼 섹스 관계만 맺기로 하지만 일은 생각대로 굴러가지 않는다.

## 줄거리
14살 때 여름 캠프에서 처음 서로를 알게 된 에마와 애덤은 5년 뒤 남학생 사교 모임 파티에서 재회하고 다시 1년이 지나 우연히 마주쳐 연락처를 교환하지만 이후 접점 없이 지낸다. 현재 에마는 로스앤젤레스 의사이며, 애덤은 텔레비전 뮤지컬 시리즈 제작 조수이다. 
예전에 큰 인기를 끈 텔레비전 코미디 시리즈 스타로 유명한 애덤의 아버지 앨빈은 애덤의 전 여자친구 버네사와 사귀기 시작한다. 충격을 받은 애덤은 술에 취해 휴대 전화에 저장된 모든 여성들에게 연락을 돌리고, 다음날 아침 숙취와 함께 에마 집에서 깨어난다. 
애덤은 간밤에 아무 일도 없었다는 걸 확인하지만 에마는 애덤을 위로하다가 결국 잠자리를 갖게 된다. 에마의 제안으로 둘은 오로지 성관계만 갖는 사이로 지내기로 합의하는데... 

## 출연
- 내털리 포트먼 - 에마 K. 커츠먼 의사 역
  - 스테퍼니 스콧 - 아역
- 애슈턴 쿠처 - 애덤 프랭클린 역
  - 딜런 헤이스 - 아역
- 케빈 클라인 - 앨빈 프랭클린 역
- 케리 엘위스 - 스티븐 메츠너 의사 역
- 그레타 거윅 - 퍼트리스 의사 역
- 레이크 벨 - 루시, 애덤의 동료 역
- 올리비아 설비 - 케이티 커츠먼 역
- 루더크리스 - 월리스 역
- 제이크 존슨 - 일라이 역
- 민디 케일링 - 시라 의사 역
- 탈리아 볼섬 - 샌드라 커츠먼 역
- 오필리아 러비본드 - 버네사 역
- 가이 브래넘 - 가이 의사 역
- 벤 로슨 - 샘 의사 역
- 제니퍼 어윈 - 메건 역
- 나심 페드라드 - 작가 역
- 아디르 칼리안 - 케빈 역
- 애비 엘리엇 - 조이 역
- 매슈 모이 - 척 역
- 브라이언 H. 디어커 - 본스 역
- 몰리 그레이 - 사리 역
- 비뎃 림 - 리사 역

## 기타 제작진
- 공동 제작: 앨리 벨
- 배역: 조애나 콜버트, 리처드 멘토
- 미술: 아이다 랜덤
- 세트: 대니엘 버먼
- 의상: 줄리 와이스

## 사운드트랙
| 순서 | 곡명                           | 음악가                             | 재생 시간 |
| ---- | ------------------------------ | ---------------------------------- | --------- |
| 1.   | "I Wanna Sex You Up"           | 컬러 미 배드                       | 4:07      |
| 2.   | "What Good Is a Boy"           | 랜천                               | 1:48      |
| 3.   | "Click, Click, Click, Click"   | 비숍 앨런                          | 3:07      |
| 4.   | "Bang Bang Bang"               | 마크 론슨 & 더 비즈니스 인터내셔널 | 4:06      |
| 5.   | "99 Problems"                  | 휴고                               | 2:17      |
| 6.   | "Bossa Nova Baby (Viva Elvis)" | 엘비스 프레슬리                    | 3:06      |
| 7.   | "Bleeding Love"                | 리오나 루이스                      | 4:24      |
| 8.   | "Untitled (How Does It Feel)"  | 디앤절로                           | 7:08      |
| 9.   | "I Will Let You Go"            | 대니얼 에이헌                      | 4:24      |
| 10.  | "It Was You"                   | 로비 네빌                          | 3:29      |
| 11.  | "Rock It"                      | 리틀 레드                          | 3:29      |
| 12.  | "Love Lost"                    | 더 템퍼 트랩                       | 3:35      |
| 13.  | "Rhythm of Love"               | 플레인 화이트 티스                 | 3:20      |

## 같이 보기
- 프렌즈 위드 베네핏
- 해리가 샐리를 만났을 때